# H-II

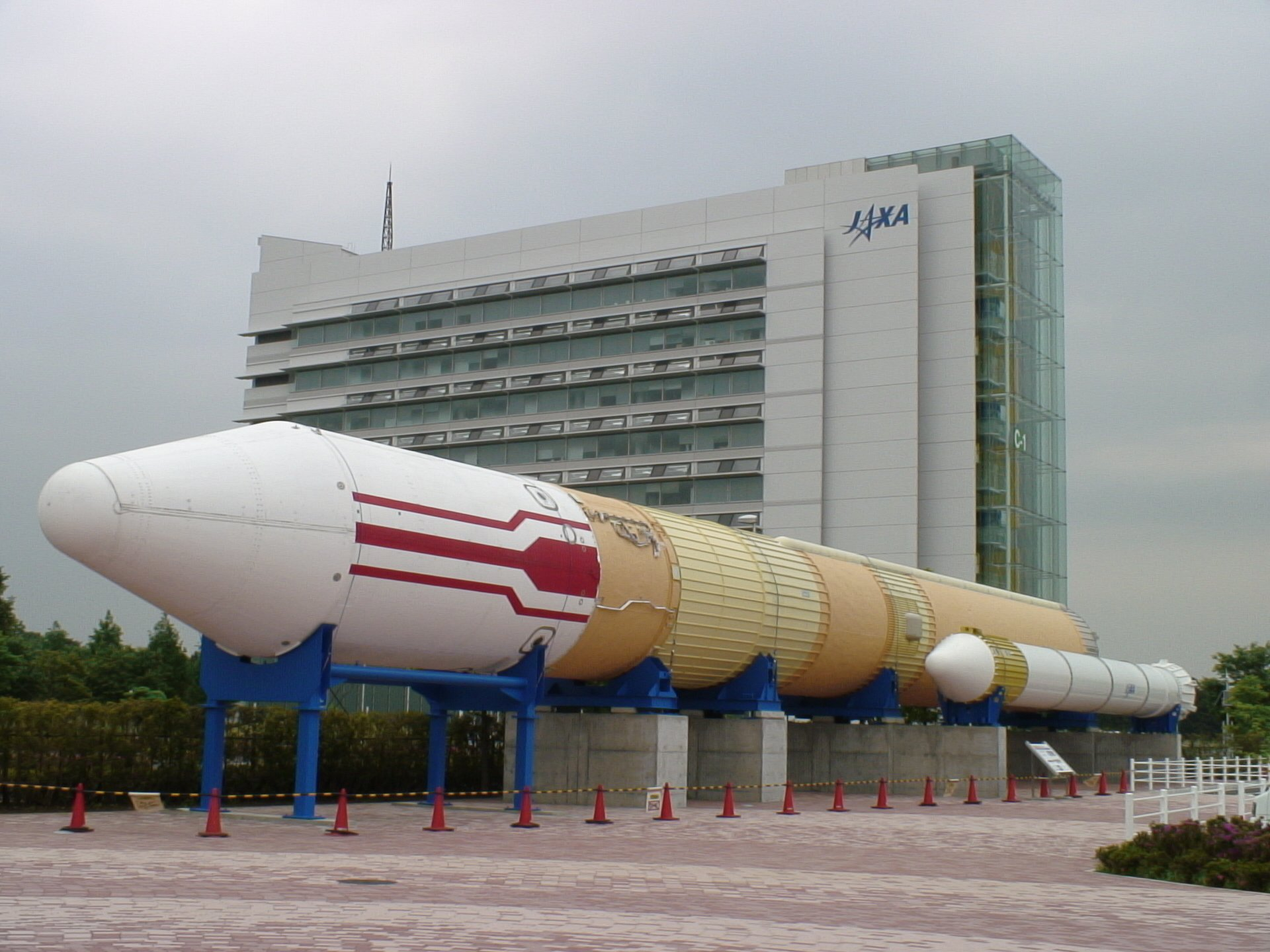
발사가 취소된 F7는 쓰쿠바 우주 센터에서 전시되고 있다.

H-II(H-2)는 정지궤도 위성을 발사할 목적으로 개발된, 일본의 액체연료기반 중형발사체이다. JAXA의 이전 조직 NASDA에서 주관하며, 미쓰비시 중공업에서 제작되었다. 일본의 인공위성 발사를 위한 액체연료 로켓으로는 처음으로, 모든 기술이 자국산으로 개발되었다. 기술적 안정화에 실패하여 퇴역하였다. 페이로드 탑재능력은 LEO가 10,000 kg, GTO가 3,800 kg다.

## 역사 및 개발
N-I/2는 일본의 액체연료기반 소형로켓으로, 미국의 델타 로켓을 라이선스 생산한 로켓이다. 일본 액체연료 로켓의 원형이라고 볼 수 있다. 1975년에 최초로 발사하였고, 1982년까지 7회 발사했다. 1970년대에 비교적 기술적으로 난이도가 떨어지는 고체로켓 개발에는 성공한 일본이었지만, 기술적으로 난이도가 높은 액체연료로켓 개발은 오랜기간 미국에 의존하는 형태로 이뤄졌다. MTCR 체제가 구축되기 이전으로, 냉전시절 소련과 중국에 대항하기 위하여 미국이 일본의 로켓개발을 지원했다는 것이 정설이다. 일본은 1975년 N-I의 첫번째 발사로부터 1992년 H-I의 운용 종료까지 무려 17년간에 걸쳐 미국 델타의 1단 엔진 MB-3-3을 사용했다. 또한 군사용으로 전용가능한 캐스터 고체로켓모터 역시, 고체부스터 형태로 라이선스 생산하였다. 미국은 핵심 기술은 비밀로 유지하는 블랙 박스의 조건으로 델타의 일본 라이선스 생산을 허용했다.
H-1 개발에 이르러, 일본은 로켓 상단의 엔진(LE-5) 개발에 성공하였다. 1단 엔진인 LE-7은, 가스발생 사이클방식의, 액체수소를 연료로 사용하는 미국의 로켓다인 J-2 계열 엔진을 구입하여 다단연소사이클 방식으로 개량한 것으로 추측된다. (H-2의 개발비 자체가 천문학적이었던 이유는 이로 인했던 것으로 추측된다.) 1단 엔진 개발의 노하우가 전혀 없었던 일본이, 액체수소를 연료로 사용하며 다단연소 사이클방식으로 작동하는, 당시 최고 성능의 엔진을 개발(제작)하고자 하였기 때문에, 엔진의 개발만으로 10년이나 걸렸다. 그러나 개발에 결국 실패하여, 설계미스에 의한 터보펌프 이상으로 이어졌다. 이는 로켓의 비행중 추락으로 이어졌다. 2단 엔진의 LE-5A는 미쓰비시 중공업과 IHI에서 개발되었다. 2단 엔진은 납땜 실수로 엔진에 불이 붙기도 하였다. 연소 효율과 비용의 밸런스를 최적화한 작동 방법의 팽창식 사이클을 개량한 팽창식 블리드 사이클을 적용하였다. 고체로켓부스터(SRB)는 닛산 자동차 우주 항공 사업부에서 개발되었다. SRB의 추력과 비추력은 임무에 맞춰서 변동한다. 이 부스터를 1단으로 사용하는 고체발사체가 M-V이다.
총 7회가 발사되었다. 6회째 발사에서 2단 엔진의 연소가 예정보다 빨리 종료하여 실패하였다. 7회째 발사에서는 1단 엔진이 비행중에 파손되어 폭파 처리했다. 신뢰성이 높은 H-IIA(H-2A)의 개발에 집중하기 위해서, 8회째 발사는 취소되었다. 결국, 폭등하는 개발비와, 기술적 안정화 실패로 인하여 H-2는 퇴역하였다. 이후 미국산 등의 부품을 토대로 기술적 안정화를 확보한 것이 H-2A이다. 2023년 현재 일본의 주력 발사체이다.

## 발사기록
|   | 날짜 (GMT)       | 비행 | 탑재체                              | 결과     |
| - | ---------------- | ---- | ----------------------------------- | -------- |
| 1 | 1994년 2월 4일   | TF1  | OREX (Ryūsei) VEP (Myōjō)           | 성공     |
| 2 | 1994년 8월 28일  | TF2  | ETS-6 (Kiku6)                       | 성공     |
| 3 | 1995년 3월 18일  | TF3  | GMS-5 (Himawari5)                   | 성공     |
| 4 | 1996년 8월 17일  | F4   | ADEOS (Midori) JAS-2 (Fuji3)        | 성공     |
| 5 | 1997년 11월 28일 | F6   | TRMM ETS-7 (Kiku7)                  | 성공     |
| 6 | 1998년 2월 11일  | F5   | COMETS (Kakehashi)                  | 일부실패 |
| 7 | 1999년 11월 15일 | F8   | MTSAT-1                             | 실패     |
| - | -                | F7   | ADEOS-II (MidoriII) DRTS-W (Kodama) | 취소     |

## 같이 보기
- HOPE-X
- 우주 스테이션 보급기